# The Genius Hits the Road
Albums de Ray Charles
The Genius of Ray Charles
(1959) Dedicated to You
(1960)
The Genius Hits the Road est un album de Ray Charles enregistré et sorti en 1960 par le label ABC Records.
L'album a été classée #9 dans le classement Billboard "Pop album charts".

## Liste des titres

### Version originale
1. Alabamy Bound (DeSylva, Green, Henderson) – 1:55
2. Georgia on My Mind (Carmichael, Gorrell) – 3:35
3. Basin Street Blues (Williams) – 2:46
4. Mississippi Mud (Barris, Cavanaugh) – 3:24
5. Moonlight in Vermont (en) (Blackburn, Suessdorf) – 3:02
6. New York's My Home (Jenkins) – 3:05
7. California, Here I Come (DeSylva, Jolson, Meyer) – 2:10
8. Moon Over Miami (en) (Burke, Leslie) – 3:20
9. Deep in the Heart of Texas (en) (Hershey, Swander) – 2:28
10. Carry Me Back to Old Virginny (en) (Bland) – 2:02
11. Blue Hawaii (en) (Rainger, Robin) – 2:58
12. Chattanooga Choo Choo (Gordon, Warren) – 3:05

### Chanson bonus (réédition de 1997)
1. Sentimental Journey (Brown, Green, Homer) – 2:58
2. Hit the Road Jack (Mayfield) – 2:00
3. Blue Moon of Kentucky (Monroe) – 2:12
4. Rainy Night in Georgia (White) – 6:16
5. I'm Movin' On (Snow) – 2:29
6. Swanee River Rock (Talkin' 'Bout That River) (Charles)– 2:20
7. Lonely Avenue (Pomus) – 2:34

### Chanson bonus (réédition de 2009)
1. Hit the Road Jack (Mayfield) – 2:00
2. Sentimental Journey (Brown, Green, Homer) – 2:58
3. Blue Moon of Kentucky (Monroe) – 2:13
4. Rainy Night in Georgia (White) – 6:16
5. The Long and Winding Road (Lennon, McCartney) - 3:14
6. I Was on Georgia Time (Charles) - 3:28
7. Take Me Home, Country Roads (Danoff, Denver, Nivert) - 3:34

## Personnel

### Personnel version originale
- Ray Charles – Piano, chant
- Edgar Willis – Basse
- Milt Turner – Batterie
- David 'Fathead' Newman – Saxophone ténor
- Hank Crawford – Saxophone alto, Saxophone baryton
- Leroy Cooper – Saxophone baryton
- John Hunt – Trompette
- Marcus Belgrave – Trompette
- Sid Feller – Producteur

### Personnel réédition 1997
- Ray Charles – Piano, chant
- Edgar Willis – Basse (pistes 14, 17, 18)
- Roosevelt Sheffield – Basse (piste 19)
- Mel Lewis – Batterie (piste 14)
- Teagle Fleming – Batterie (piste 17)
- William Peeples – Batterie (pistes 18, 19)
- David 'Fathead' Newman – Saxophone ténor (pistes 14, 17 à 19), Saxophone alto (pistes 18, 19)
- Hank Crawford – Saxophone alto (pistes 14, 17), Saxophone baryton (piste 17)
- Leroy Cooper – Saxophone baryton (piste 14)
- Emmet Dennis – Saxophone baryton (pistes 18, 19)
- John Hunt – Trompette (pistes 14, 17, 19)
- Marcus Belgrave – Trompette (pistes 17)
- Joe Bridgewater – Trompette (pistes 18, 19)
- The Raelettes – Chant (pistes 15, 17, 19)
- The Jack Halloran singers – Chant (piste 15)
- The Cookies – Chant (piste 19)
- Frank Rosolino – Trombone (piste 14)
- Harry Betts – Trombone (piste 14)
- Kenny Shroyer – Trombone (piste 14)
- Richard Nash – Trombone (piste 14)
- Bruno Carr – Percussion (piste 14)
- Ahmet Ertegün – Producteur (piste 17, 18 19)
- Jerry Wexler – Producteur (piste 17, 18 19)[1]